# Distrikt Chongoyape
Der Distrikt Chongoyape liegt in der Provinz Chiclayo in der Region Lambayeque im Nordwesten von Peru. Der Distrikt wurde am 30. Juli 1840 gegründet. Er erstreckt sich über eine Fläche von 712 km². Beim Zensus 2017 wurden 18.364 Einwohner gezählt. Im Jahr 1993 lag die Einwohnerzahl bei 17.324, im Jahr 2007 bei 17.540. Sitz der Distriktverwaltung ist die 209 m hoch gelegene Kleinstadt Chongoyape mit 7842 Einwohnern (Stand 2017). Chongoyape liegt etwa 50 km ostnordöstlich der Regions- und Provinzhauptstadt Chiclayo. 

## Geographische Lage
Der Distrikt Chongoyape liegt im Nordosten der Provinz Chiclayo. Er erstreckt sich über die Ausläufer der peruanischen Westkordillere beiderseits des nach Westen strömenden Río Chancay. Die Berge und Berghänge sind mit Wüsten- und Steppenvegetation bedeckt. Im Westen des Distrikts, am nördlichen Talhang, befindet sich der ca. 16 km² große Tinajones-Stausee. In den Tallagen, entlang dem Río Chancay, wird bewässerte Landwirtschaft betrieben. 
Der Distrikt Chongoyape grenzt im Südosten an den Distrikt Oyotún, im Süden an den Distrikt Pucalá, im Westen an die Distrikte Pátapo und Manuel Antonio Mesones Muro (Provinz Ferreñafe), im Norden an den Pítipo (ebenfalls in der Provinz Ferreñafe) sowie im Osten an die Distrikte Tocmoche, Miracosta und Llama (alle drei in der Provinz Chota, Region Cajamarca).

## Orte im Distrikt
Neben dem Hauptort Chongoyape gibt es noch folgende größere Ortschaften im Distrikt:
- Cuculi-El Palmo-San Juan (1422 Einwohner)
- Huaca Blanca (875 Einwohner)
- Juana Rios (759 Einwohner)
- Pampa Grande (2951 Einwohner)
- Piedra Parada (690 Einwohner)
- Zapotal-Tinajones (850 Einwohner)